# Национален институт по здравеопазване „Сурен Авдалбекян“
Националият институт по здравеопазване „Сурен Авдалбекян“ (на арменски: Ակադեմիկոս Սուրեն Ավդալբեկյանի անվան առողջապահության ազգային ինստիտուտ), по-рано: Еревански всесъюзен (държавен) институт за усъвършенстване на лекарите (на арменски: Բժիշկների կատարելագործման Երևանի համամիութենական ինստիտուտը) е научноизследователски институт в Ереван, Армения. Основан е през 1963 г., кръстен е в чест на своя първи директор и основател Сурен Авдалбекян. От 2014 г. директор на института е Александър Александрович Базарчян.

## История
През 1958 г. възниква като факултет за повишаване на квалификацията на лекари към Ереванския медицински институт (дн. Еревански държавен медицински университет „Мхитар Хераци“). На негова основа през 1963 г. е създаден отделен Еревански всесъюзен (държавен) институт за повишаване на квалификацията на лекарите, като е един от съветските институти за повишаване на квалификацията на лекари. През 1966 г. институтът преминава под юрисдикцията на Министерството на здравеопазването на Арменската ССР. През 1992 г. е преобразуван в Национален институт по здравеопазване към Министерството на здравеопазването на Република Армения.
Към 2008 г. институтът разполага с три факултета и 58 катедри. През 2011 г., с указ на правителството на Армения, образователният отдел на института е присъединен към образователната система на Ереванския държавен медицински университет „Мхитар Хераци“.